# زرین‌کمر (روستا)
زرین‌کمر روستایی است از توابع شهر بلده نور که با پل دو آب ۴۵ کیلومتر و با پل زنگوله ۱۱۷ کیلومتر فاصله دارداین روستا حدود ۶۰۰ نفر در تابستان و در زمستان ۳۰۰ نفر جمعیت دارد این روستا ۵ شهید والامقام دارد از جمله بناهای مذهبی امامزاده ابراهیم و سقاخانه این روستا است این روستا بعد از شهر بلده بیشترین کودک دبستانی را دارد رودخانه هراز از این روستا عبور می‌کند و… جمعیت این روستا در سال ۸۵ ۱۰۳ نفر بوده ولی بارشد جمعیت بالا آمده‌است

## جمعیت
این روستا در دهستان شیخ فضل‌الله نوری قرار دارد و براساس سرشماری مرکز آمار ایران در سال ۱۳۹۶، جمعیت آن ۶۰۰ نفر (۱۸۰خانوار) بوده‌است.